# Cigole
Cigole là một đô thị thuộc tỉnh Brescia trong vùng Lombardia ở Ý. Đô thị này có diện tích 9 km², dân số 1522 người.
Đô thị này giáp với các đô thị sau: Leno, Manerbio, Milzano, Pavone del Mella, San Gervasio Bresciano.